# Софі Лоу
Софі Лоу (англ. Sophie Lowe, нар. 5 червня 1990) — австралійська кіно та телеакторка англійського походження.

## Біографія
Лоу народилася в Шеффілді, Йоркшир, переїхала до Австралії зі своєю родиною в 2000 р. У ранньому підлітковому віці підписала контракт з Chadwick Models, але покинула моделінг на користь танців. Відвідувала Макдональдський коледж виконавських мистецтв у Сіднеї.

### Кар'єра
Першими ролями Лоу були короткометражні фільми та ряд телевізійних рекламних роликів, перш ніж вона закінчила коледж у 2008 р.
Першим проєктом Лоу в ролі головної акторки стала Кейт у х/ф Красива Кейт, який випущений в 2009 р. За роль вона номінована на премію AFI як «Найкраща провідна акторка». Її інша роль включає Наталі у трилері Звинувачення (2010), який отримав нагороди на Каннському кінофестивалі, Мельбурнському міжнародному кінофестивалі, 35-му Міжнародному кінофестивалі у Торонто, 47-му Міжнародному кінофестивалі у Чикаго і Міжнародний кінофестиваль незалежного кіно у Буенос-Айресі.
У 2013 р. Лоу та її товариш-випускник Макдональдського коледжу Різ Вейкфілд стали сценаристами, продюсерами та акторами х/ф Людина, що заходить у бар. Проєкт став фіналістом фестивалю короткометражних фільмів у Сіднеї.
Софі Лоу знялася у філософсько-фантастичному фільмі Філософи.
Лоу отримала головну роль в американському серіалі «Одного разу в країні чудес» в 2013 р.

## Фільмографія
| TV Series / Film |                            |                        |                        |
| Рік              | Назва                      | Роль                   | Примітки               |
| 2005             | Наука з заднього двору     | Молода науковиця       | Телесеріал             |
| 2007             | Збудження                  | Гейлі                  | Короткометражний фільм |
| 2008             | Він. Вона. Це.             | Кессі                  | Короткометражний фільм |
| 2008             | Міраж                      | Деб                    | Короткометражний фільм |
| 2009             | Красива Кейт               | Кейт Кенделл           | Майбутній фільм        |
| 2009             | Всі святі                  | Хлоя                   | Телесеріал             |
| 2009             | Благословенний             | Катріна                | Майбутній фільм        |
| 2010             | Клініка                    | Еллісон                | Майбутній фільм        |
| 2010             | Задоволення                | Кейт                   | Телесеріал, 2 епізоди  |
| 2010             | Вантажівка                 | Ніна                   | Майбутній фільм        |
| 2010             | Звинувачення               | Наталі                 | Майбутній фільм        |
| 2011             |                            |                        |                        |
| Міль             | Гезер                      | Короткометражний фільм |                        |
| Поцілунок        | Крісті                     | Короткометражний фільм |                        |
| Ляпас            | Конні                      | Телесеріал, 8 епізодів |                        |
| Один з нас       | Роза                       |                        |                        |
| 2013             | Осіння кров                | Дівчина                |                        |
| 2013             | Філософи                   | Петра                  |                        |
| 2013             | Дві матері                 | Ганна                  |                        |
| 2013             | Людина, що заходить у бар  | Жінка                  | Короткометражний фільм |
| 2013–2014        | Одного разу в країні чудес | Аліса                  | Телесеріал             |
| 2017             | Рідкісний метелик          | Шеллі                  |                        |
| 2022             | Середньовіччя              | Кетрін                 |                        |